# 江苏常熟服装城管理委员会
江苏常熟服装城管理委员会是中华人民共和国江苏省苏州市常熟市下辖的一个类似乡级单位。

## 行政区划
下辖以下地区：
山湖社区、琴南社区、新建村、青莲村和湖泾村。